# 萊奧諾爾奧爾多涅斯區
萊奧諾爾奧爾多涅斯區（西班牙語：Distrito de Leonor Ordóñez）是秘魯的一個區，位於該國中部胡寧大區的豪哈省，始建於1920年9月29日，面積20.34平方公里，海拔高度3,325米，2005年人口1,833，人口密度每平方公里90人。